# 松本龔三
松本 龔三（まつもと きょうぞう、旧姓・村上、1860年3月11日〈万延元年2月19日〉 - 没年不明）は、日本の商人（質商）、実業家、政治家。族籍は島根県平民。

## 経歴
鳥取県西伯郡米子町尾高町（現・米子市）出身。村上常三の三男。1877年、松本歓次郎の養子となる。1898年、家督を相続する。山陰貯蓄銀行頭取、出雲電気、松江電燈、松江銀行各取締役、松江商業会議所（現・松江商工会議所）副会頭、松江市会議長などをつとめる。

## 人物
住所は島根県松江市寺町。

## 家族・親族
松本家
- 養父・歓次郎
- 養母・イワ（1845年 - ?、島根、宇山眞蔵の二女）[5]
- 妻・トミ（1864年 - ?、養父・歓次郎の長女）[1][2]
- 養子・美行（1901年 - ?、宇山清の弟[2]、山陰貯蓄銀行頭取、松江市議会議長[7]）
  - 同妻・嘉女子（1906年 - ?、鳥取、野坂茂三郎の三女）[2][6]
  - 同長女[2]
- 孫[6]

親戚
- 野坂茂三郎（呉服商、人参製造・米綿仲買商、衆議院議員）
- 野坂寛治（鳥取県米子市長）